# 宗教社会主义者国际联盟
宗教社会主义者国际联盟（英語：International League of Religious Socialists）是世界各国的宗教社会主义组织的联合体。该组织成立于1920年代，拥有来自20个国家的成员团体，总计约20万人。在其大部分历史中，主要由欧洲的基督教社会主义团体组成，但近年来已扩展到美洲、非洲和澳大利亚，纳入更多与其他宗教相关的团体。它是社会党国际的联系组织。